# Slag bij Ojinaga
De Slag bij Ojinaga was een veldslag gedurende de Mexicaanse Revolutie. De troepen van Pancho Villa wisten het Federale Leger van de dictator Victoriano Huerta, geleid door Salvador Mercado, te verslaan. Ojinaga geldt als een van de grootste overwinningen van Villa.
Ojinaga was het laatste federale bolwerk in het noorden van Mexico. Nadat Pánfilo Natera eerst vergeefs had getracht de stad in te nemen slaagde Villa daar wel in. Na de inname liet Villa iedereen die hij ervan verdacht te sympathiseren met Huerta vermoorden. Een groot deel van de federalen slaagde erin naar de Verenigde Staten, gelegen aan de overkant van de Rio Grande (Río Bravo) gelegen te vluchten, waar ze in kampen werden opgevangen.
Vermoedelijk is de Amerikaanse schrijver Ambrose Bierce hier om het leven gekomen.